# 密西西比大学
密西西比大学（英語：University of Mississippi，簡稱Ole Miss），是一所位於美国密西西比州牛津市的公立综合研究型大学，同時也是該州最大的一所大學，以其在运动方面的成绩而闻名。密西西比大学是全国R1类博士大学之一。
密西西比大学由该州议会成立于1844年，四年后才欢迎首批80名学生。美国内战时，南方联盟以校园各地当作军队医院。北军攻克牛津时，校园有历史的教学楼免于被毁，到目前为止建筑仍然存在。1962年非裔民权运动时，种族隔离主义者试图阻止非裔美国人詹姆斯-梅雷迪思入学，校园爆发了种族骚乱。此后，密西西比大学采取了各个方式以恢复其名誉。密西西比大学与作家威廉-福克纳及其作品有密切的关系，该校拥有并管理作家的故居Rowan Oak。故居以外，密西西比大学校园另外两个地点也列入国家史迹名录——巴纳德观测台（Barnard Observatory）及Lyceum–The Circle历史区。美国2008年总统选举时，约翰-麦凯恩和巴拉克-奥巴马之间的首届辩论举办于密西西比大学，是首次举办于该校的总统辩论。
密西西比大学毕业生与校友包括27位罗德学者、10位美国州长、5位美国参议员、一位外国首脑及一位诺贝尔奖得主。除此之外，其他校友曾获得电视界的艾美奖、音乐界的格莱美奖及文学领域的普利策奖。

## 統計數據
- 學生性別比：44%男生/56%女生
- 70%的在校學生來自本州
- 國際留學生來自66個不同國家
- 師生比為1:19
- 圖書館藏書量1,900,000卷及231,703本流動期刊，並提供140個電子數據庫和大約88,419本電子期刊
- 所有的宿舍樓均被無線網絡覆蓋
- 82%的全職教師擁有他們所在領域的最高學歷

## 學術
密西西比大学是密西西比州第二大大学，称为该州领航大学。密西西比大学师生比例为19至1，47.9%的课程人数不多于20名学生。该校最常选的专业包括综合营销传播学、小学教育学、市场营销学、会计学、金融学、药学、生物学、心理学、以及工商管理学等。密西西比大学的学生必有120个成绩合格的学分才得以学位，累计GPA不可低于2.0。
巴克斯代尔荣誉学院（Sally McDonnell Barksdale Honors College）以外，密西西比大学各个项目以其成绩而闻名。1977年，该校曾成立南部文化研究中心（Center for Southern Studies）。2000年，该校也成立特伦特-洛特领导力学院，以美国共和党参议员特伦特-洛特命名，宗旨提供公共政策的学士学位。该校外语系也是美国全国唯一拥有两件国家语言领航项目（National Language Flagship Program）的分校，为主修中文与阿拉伯文的学生提供加速语言培训。
其他项目包括该校与丰田公司共同建立的工程中心（Haley Barbour Center for Manufacturing Excellence），以及克罗夫特国际研究所（Croft Institute for International Studies），成立于1998年，为学生开设密西西比州唯一的国际研究专业。
本科学位以外，密西西比大学也为研究生提供五花八门的学位，由艺术硕士项目至语言学的博士学位。

### 位於主校區的分學院

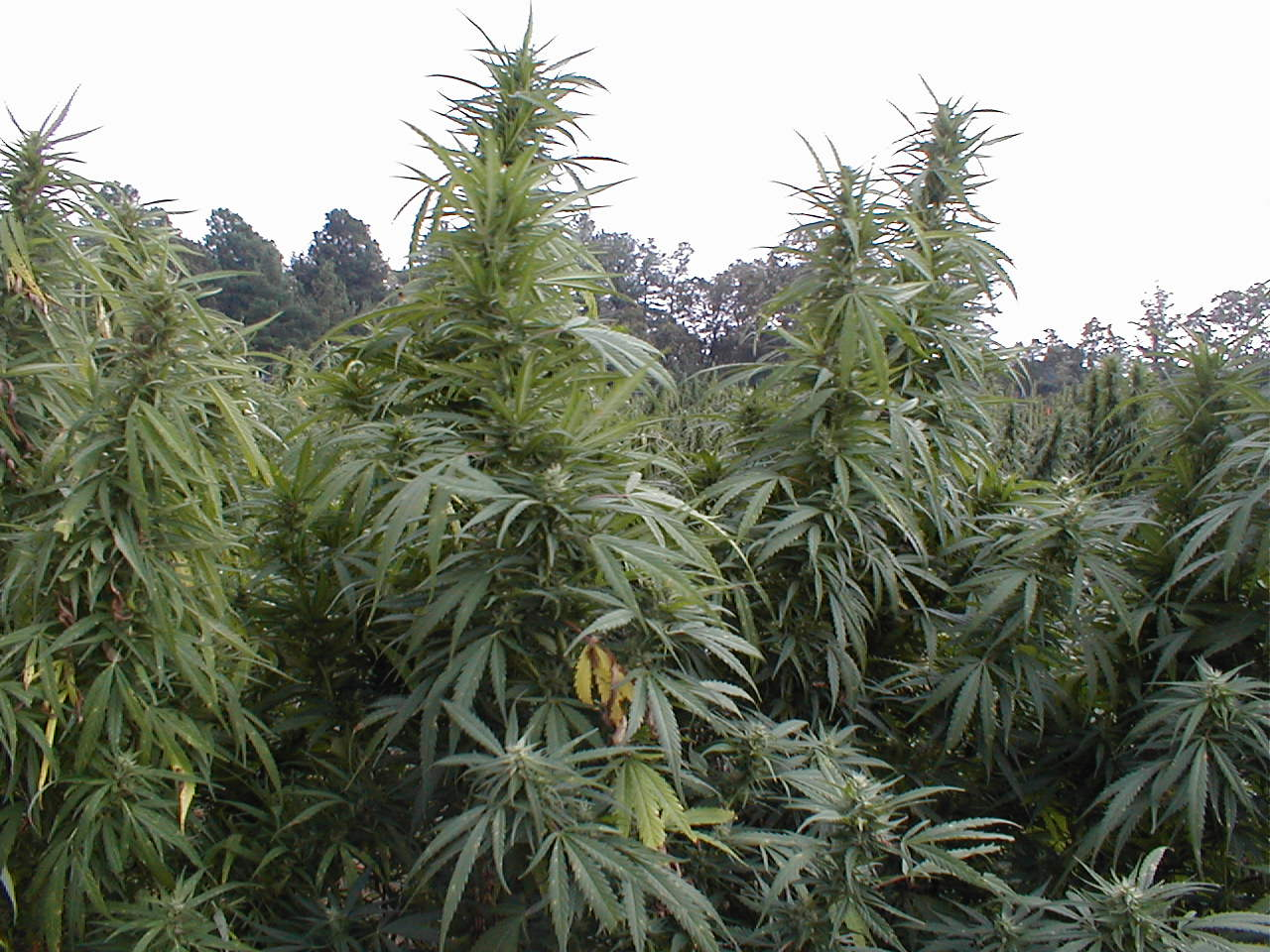
政府在校區內種植的用於醫藥研究的藥用大麻

- 會計學院
- 應用科學學院
- 工商管理學院
- 教育學院
- 工程學院
- 人文學院
- 研究院
- 法學院
- 藥理學院
- 新聞及傳媒學院

### 位於醫學中心的分學院
- 牙醫學院
- 保健學院
- 護士學院
- 藥學院
- 研究院

密西西比大學於1963年，在詹姆斯·哈迪博士的領導下，完成了世界上第一列肺移植手術，並於1964年，完成了世界上第一例將動物心臟移植到人體內的手術。 
1968年，該校建成了美國唯一一座合法的大麻農場及相關生產設施，用以研究大麻的藥用性。